# Friponne (1916)
Friponne (później Locotenent-Comandor Stihi Eugen i Achtuba) – francuskie awizo z okresu I wojny światowej, a następnie rumuńska kanonierka, jeden z czterech pozyskanych przez Rumunię okrętów typu Friponne. Jednostka została zwodowana w 1916 roku w stoczni Arsenal de Lorient w Lorient, a do służby w Marine nationale przyjęto ją w 1917 roku. W styczniu 1920 roku okręt został zakupiony przez Rumunię i wszedł w skład Marynarki Wojennej pod nazwą „Locotenent-Comandor Stihi Eugen”. 5 września 1944 roku kanonierka została zdobyta przez żołnierzy radzieckich i następnie wcielona do służby w Marynarce Wojennej ZSRR jako „Achtuba”. Zwrócony w październiku 1945 roku okręt wszedł ponownie w skład Marynarki Wojennej Rumunii pod nazwą „Eugen Stihi”. W 1960 roku jednostka została przebudowana na okręt hydrograficzny, a ze służby została wycofana w 2002 roku.

## Projekt i budowa
Awiza typu Friponne, klasyfikowane początkowo jako kanonierki do zwalczania okrętów podwodnych, zostały zamówione na podstawie wojennego programu rozbudowy floty francuskiej z 1916 roku. Okręty były w zasadzie identyczne z awizami typu Ardent, różniąc się głównie rodzajem siłowni – silnikami Diesla w miejsce napędu parowego, dzięki czemu znacznie wzrósł zasięg pływania. Początkowo planowano budowę 13 jednostek, jednak ukończono jedynie osiem. Później klasyfikowane były jako awiza 2. klasy .
„Friponne” zbudowany został w stoczni Arsenal de Lorient. Położenie stępki i wodowanie okrętu odbyło się w 1916 roku, a do służby w Marine nationale wszedł on w 1917 roku .

## Dane taktyczno-techniczne
Okręt był kanonierką przeznaczoną do zwalczania okrętów podwodnych. Długość całkowita kadłuba wynosiła 60,2 metra (57,8 metra między pionami), szerokość 7 metrów i zanurzenie 2,6 metra . Wyporność standardowa wynosiła 375 ton, a pełna 443 tony . Okręt napędzany był przez dwa silniki wysokoprężne Sulzer o łącznej mocy 900 KM, poruszające poprzez wały napędowe dwoma śrubami (jednostka nie posiadała komina). Maksymalna prędkość okrętu wynosiła 14,5 węzła. Okręt zabierał 30 ton paliwa, co pozwalało osiągnąć zasięg wynoszący 3000 Mm przy prędkości 10 węzłów (lub 1600 Mm przy 15 węzłach).
Uzbrojenie kanonierki składało się z dwóch pojedynczych dział kalibru 100 mm M1897 L/40 i dwóch zrzutni bomb głębinowych .
Załoga okrętu liczyła 50 oficerów, podoficerów i marynarzy.

## Służba

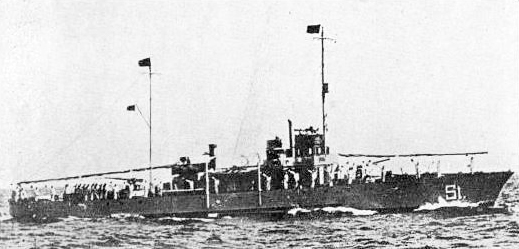
„Locotenent-Comandor Stihi Eugen” przed 1944 r.

Kanonierka służyła podczas I wojny światowej na Morzu Śródziemnym i w latach 1916-1918 używana była we francuskich Siłach Patrolowych Tunezji. 2 października 1916 udzielała pomocy storpedowanemu przez SM U-35 slupowi „Rigel”. 9 stycznia 1920 roku okręt został zakupiony przez Rumunię (wraz z bliźniaczymi jednostkami „Impatiente”, „Chiffonne” i „Mignonne”) i już 15 stycznia wszedł w skład Marynarki Wojennej pod nazwą „Locotenent-Comandor Stihi Eugen” i oznaczeniem burtowym „St” . Jednostka otrzymała imię na cześć oficera rumuńskiej marynarki, poległego podczas I wojny światowej. Na przełomie 1939 i 1940 roku dokonano modernizacji uzbrojenia jednostki: zdemontowano oba działa kal. 100 mm, instalując w zamian dwa pojedyncze działka plot. kal. 37 mm SK C/30 L/80 . W 1942 lub 1943 roku obrona przeciwlotnicza okrętu została wzmocniona przez montaż pojedynczego działka kal. 20 mm C/38 L/65, a na początku 1944 roku jedno z działek kal. 37 mm zostało zastąpione działem kal. 88 mm SK C/30 L/42 . 5 września 1944 roku kanonierka została zdobyta przez żołnierzy radzieckich w Konstancy i następnie wcielona do służby w Marynarce Wojennej ZSRR jako „Achtuba” (Ахтуба) . Okręt został zwrócony 14 października 1945 roku i wszedł ponownie w skład Marynarki Wojennej Rumunii pod nazwą „Eugen Stihi”  . Jednostka otrzymała oznaczenie burtowe D 61. W 1960 roku jednostka została przebudowana na okręt hydrograficzny i otrzymała oznaczenie NH 112 . Uzbrojenie okrętu w tym okresie stanowiło pojedyncze działko plot. kal. 37 mm i dwa podwójne stanowiska wkm kal. 14,5 mm. Jednostka została wycofana ze służby w 2002 roku.